# Erytrea na Letnich Igrzyskach Olimpijskich 2004
Erytreę na XXVIII Letnich Igrzyskach Olimpijskich w Atenach reprezentowało 4 sportowców (1 kobieta i 3 mężczyzn) w 1 dyscyplinie. Był to 2 start Erytrejczyków na letnich igrzyskach olimpijskich.

## Zdobyte medale
| Medal | Zawodnik        | Dyscyplina sportowa | Konkurencja               |
| ----- | --------------- | ------------------- | ------------------------- |
| Brąz  | Zersenay Tadese | Lekkoatletyka       | bieg na 10 000 m mężczyzn |

## Występy

### Lekkoatletyka
Bieg na 5000 m mężczyzn:
- Zersenay Tadese – 13:24.31 (7. miejsce)
- Samson Kiflemariam – 13:26.97 (odpadł w eliminacjach)

Bieg na 5000 m kobiet:
- Nebiat Habtemariam – 16:49.01 (odpadła w eliminacjach)

Bieg na 10 000 m mężczyzn:
- Zersenay Tadese – 27:22.57 (3. miejsce )
- Yonas Kifle – 28:29.87 (16. miejsce)